# خطافي الحبل
خطافي الحبل أو كُلّابي الحبل (الاسم العلمي: Desmoncus)، جنسٌ من أشجار النخيل المتسلقة الشوكية، موطنه الأصلي الإقليم المداري الجديد. يمتد هذا الجنس من المكسيك شمالًا إلى البرازيل وبوليفيا جنوبًا، مع وجود نوعين منه في جنوب شرق البحر الكاريبي (ترينيداد وجزر ويندوارد).
الاسم العلمي مشتق من الإغريقية δϵσμoς (desmos)، وتعني حبل أو شريط، ὄγκος (oncos)، وتعني خطاف أو كُلّاب.
يشير هذا الاشتقاق إلى آلية التسلق الفريدة لهذه النخلة. العديد من أنواع هذا الجنس متسلق يستخدم هياكل تشبه الخطاف تُسمى الأوراق الشائكة (acanthophylls)، وهي وريقات متحورة في نهاية السعفة. تسمح هذه "الخطافات" للنخلة بالتشبث بالنباتات الأخرى والتسلق عبر ظلة الغابة.